# Menelaus
Menelaus – imię męskie pochodzenia greckiego. Pochodzi od greckiego Μενελαος (Menelaos), co oznacza „przeciwstawiający się ludziom”, stanowiąc złożenie μενω (meno) „trwać, przeciwstawiać się, wytrzymać, stawiać opór” i λαος (laos) „lud, ludzie”. W mitologii greckiej Menelaos był królem Sparty i mężem Heleny.
Patronem tego imienia jest św. Menelaus, opat (zm. ok. 700 roku).
Menelaus imieniny obchodzi 22 lipca.